# Cygwin/X
Cygwin/X (XWin) は、X.Org Server に基づく、Microsoft Windows上で動作するX Window Systemの実装の1つである。Cygwinプロジェクトの一部であり、Cygwinの標準セットアップシステムを使ってインストールできる。CygwinはGNU General Public License (GPL) であるが、Cygwin/XはX.Org Server同様X11 Licenseになっている。
当初、XFree86を使っていたが、そのソフトウェアライセンスがGPL互換でなくなったため、現在では X.Org Server を使っている。ソースコードはX.Org Serverのhw/xwin に入っている。
派生するMinGW版として、Xmingがある。

## 利用方法
setup-x86.exeやsetup-x86_64.exeでxorg-serverとxinitをインストールし、マルチウィンドウモードならstartxwinで、シングルウィンドウモードならstartxで起動する。Windowsのタスクトレイに常駐し、ここから終了できる。
リモートマシンでアプリケーションを動作させ、Cygwin/Xで表示させるには、Cygwin/Xのターミナルから ssh -Y username@remote_hostname_or_ip_address して、そこで実行させると表示される。

## モード
Cygwin/Xは、以下の3つのモードをサポートしている。
- シングルウィンドウ - X11ルートウィンドウがMicrosoft Windowsの1つの境界付きのウィンドウとして表示される
- マルチウィンドウ - X11の各トップレベルウィンドウがそれぞれ Microsoft Windows の境界付きのウィンドウになる
- ルートレス - Microsoft Windowsの境界付きのウィンドウが使われずにオーバーレイする形でX11のルートウィンドウが表示される。X11側のウィンドウマネージャを利用可能。

## 参照
1. ↑  “［ANNOUNCE］xorg-server 1.19.0”. 2018年5月16日閲覧。
2. ↑  hw/xwin
3. ↑  Setting Up Cygwin/X
4. ↑  Using Cygwin/X
5. ↑  Displaying remote clients
6. ↑  Manpage of XWIN